# Březen 2019

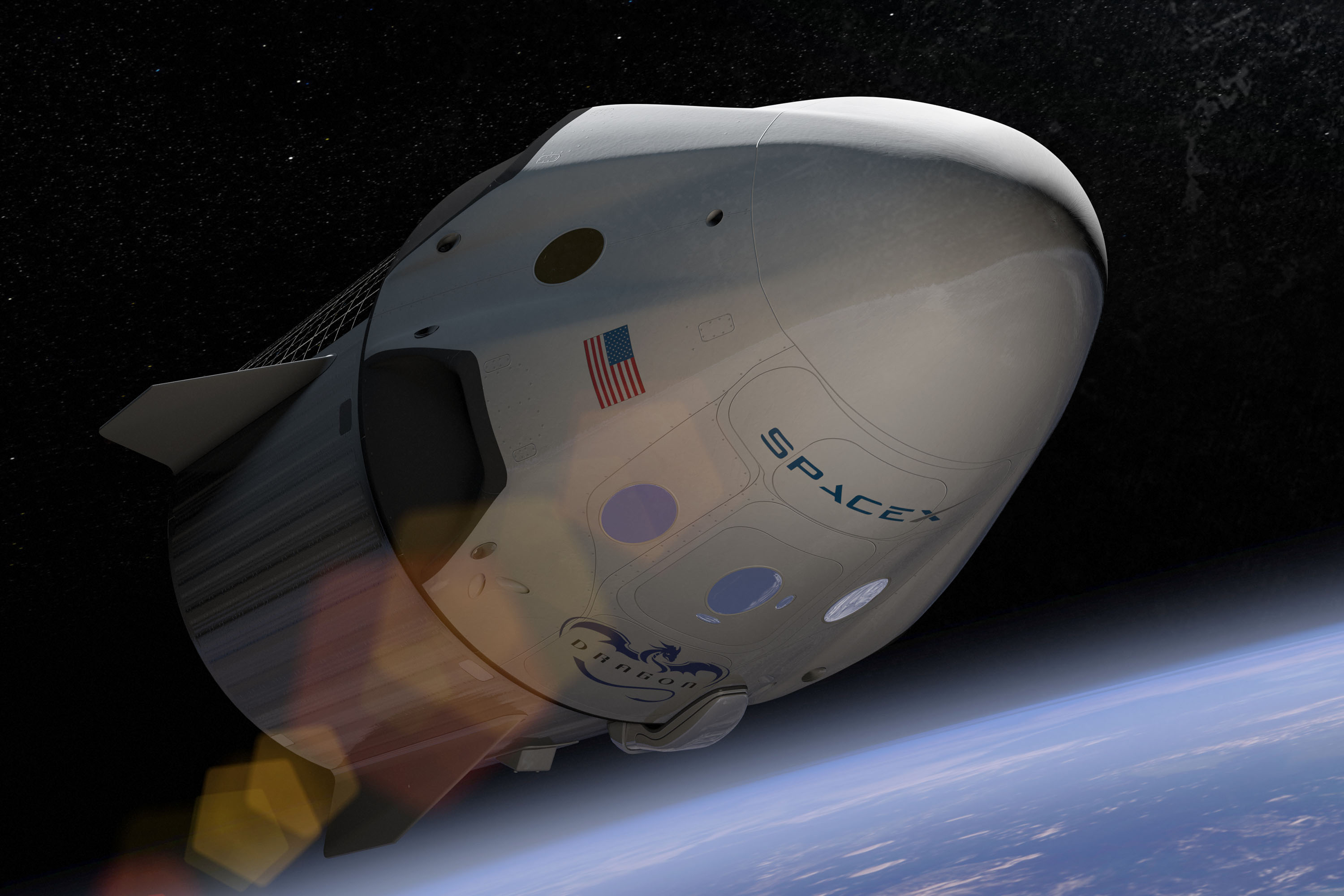
Dragon 2

Keith Flint

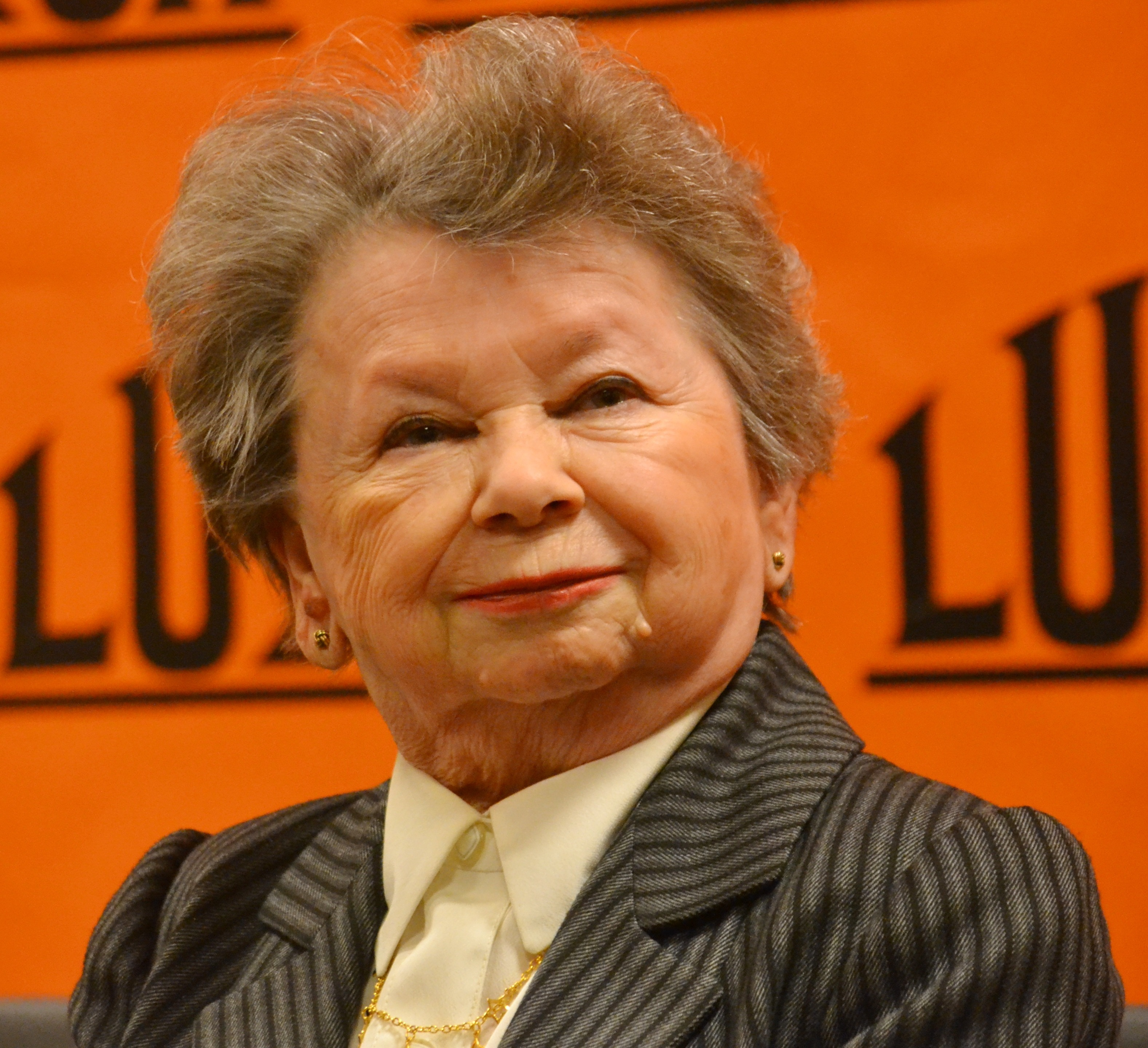
Aťka Janoušková

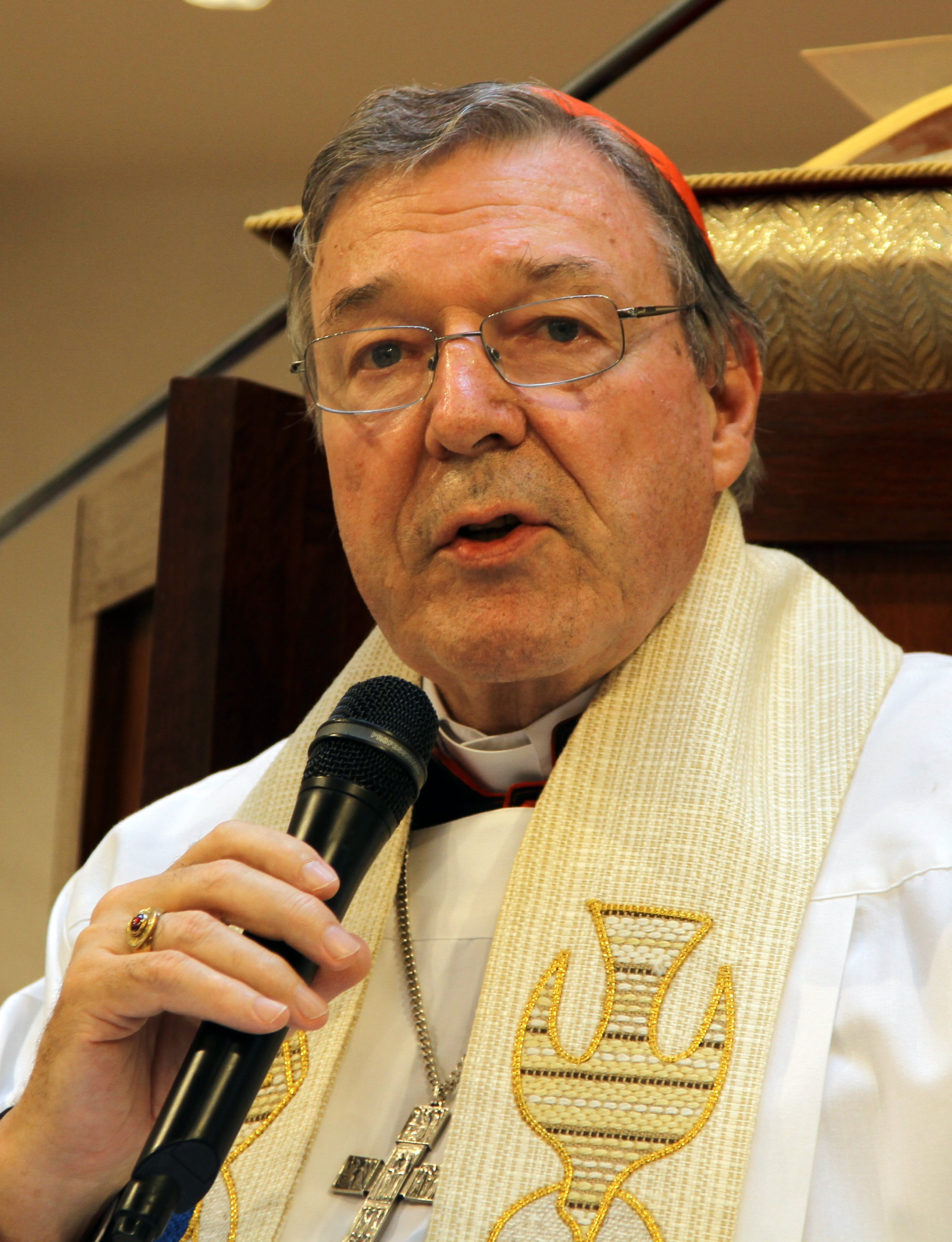
Kardinál George Pell

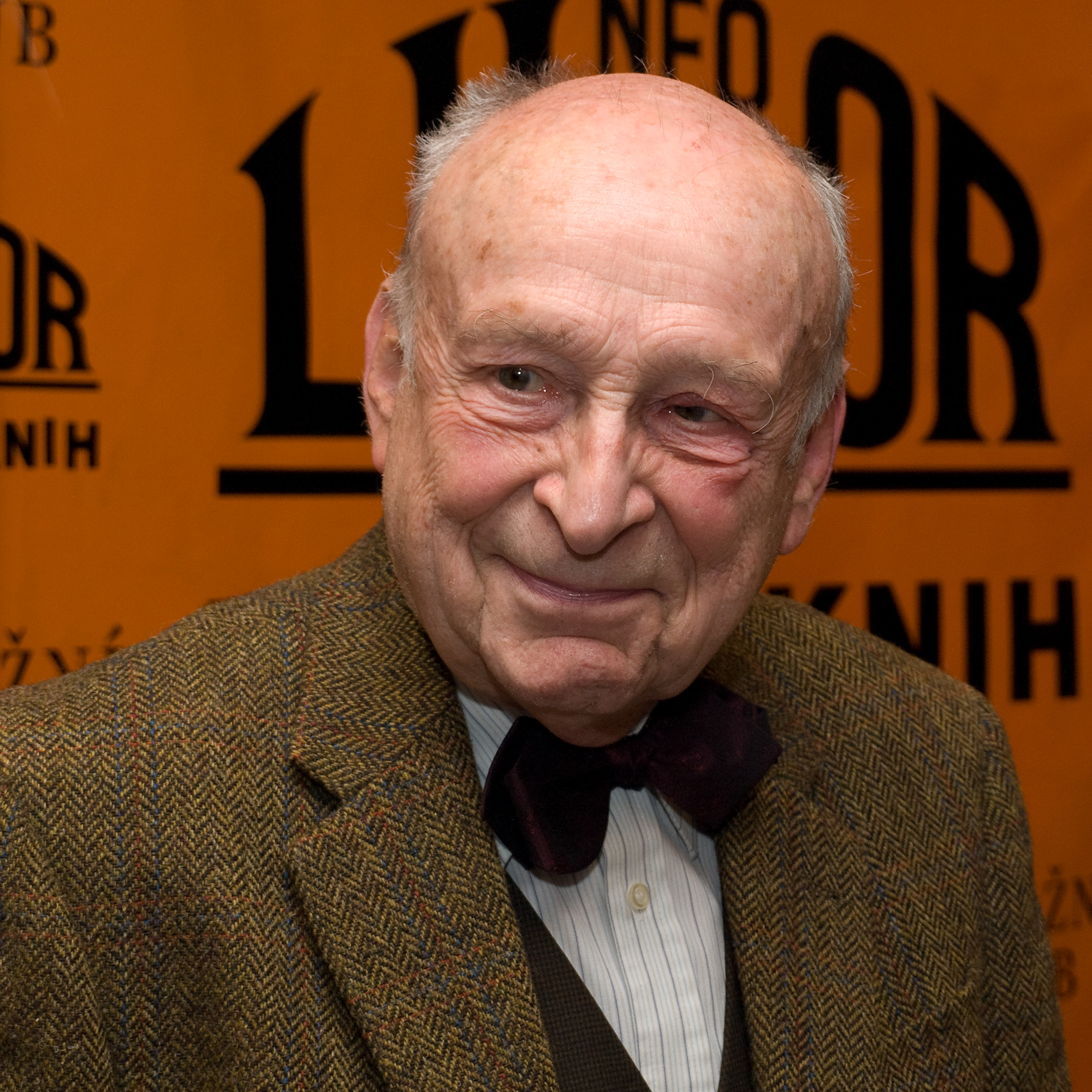
Stanislav Zindulka

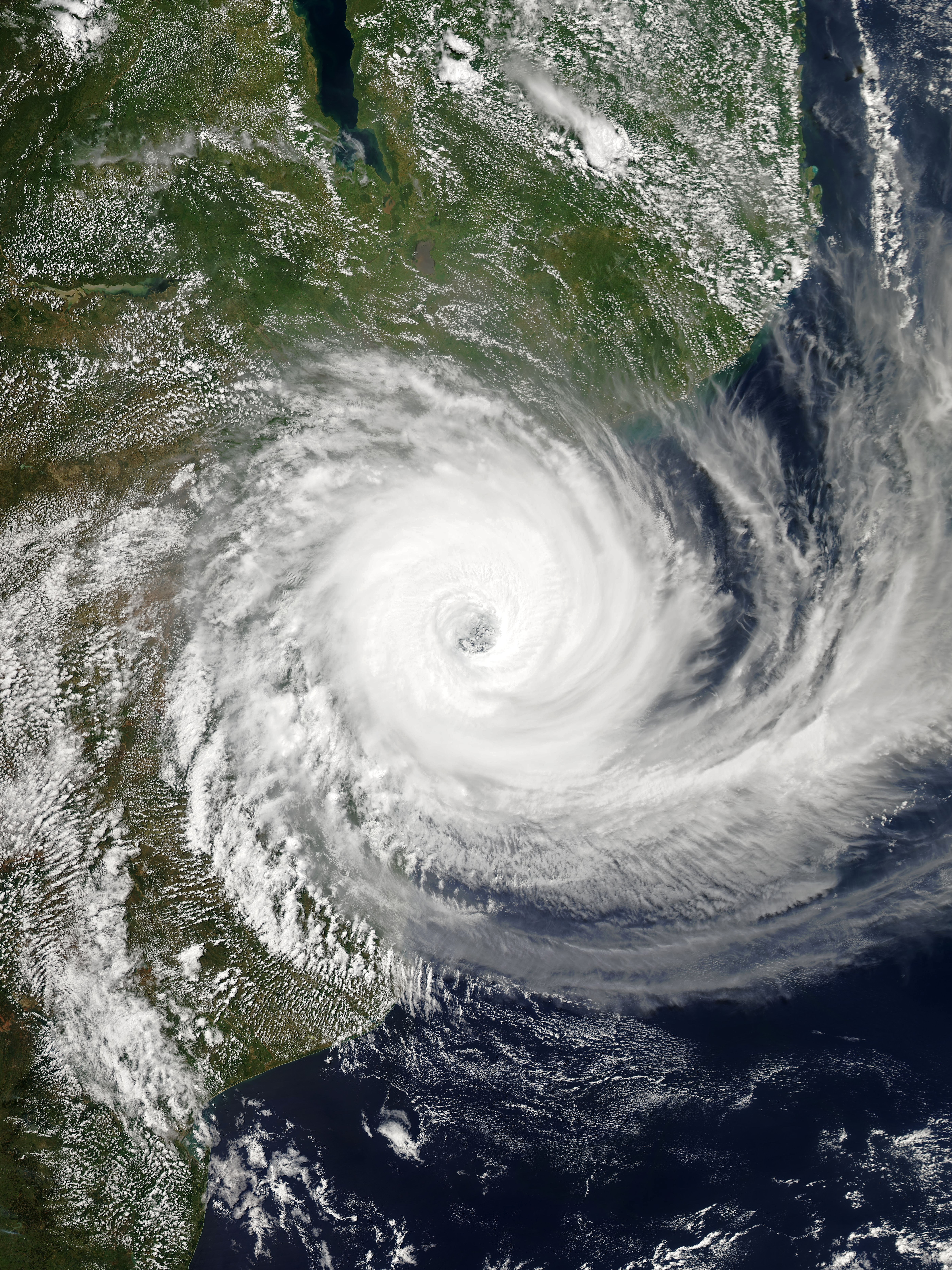
Cyklón Idai

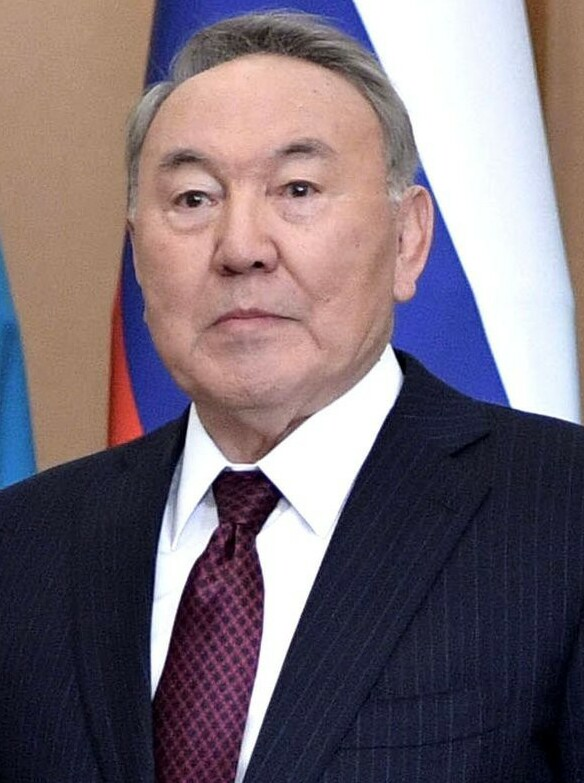
Nursultan Nazarbajev

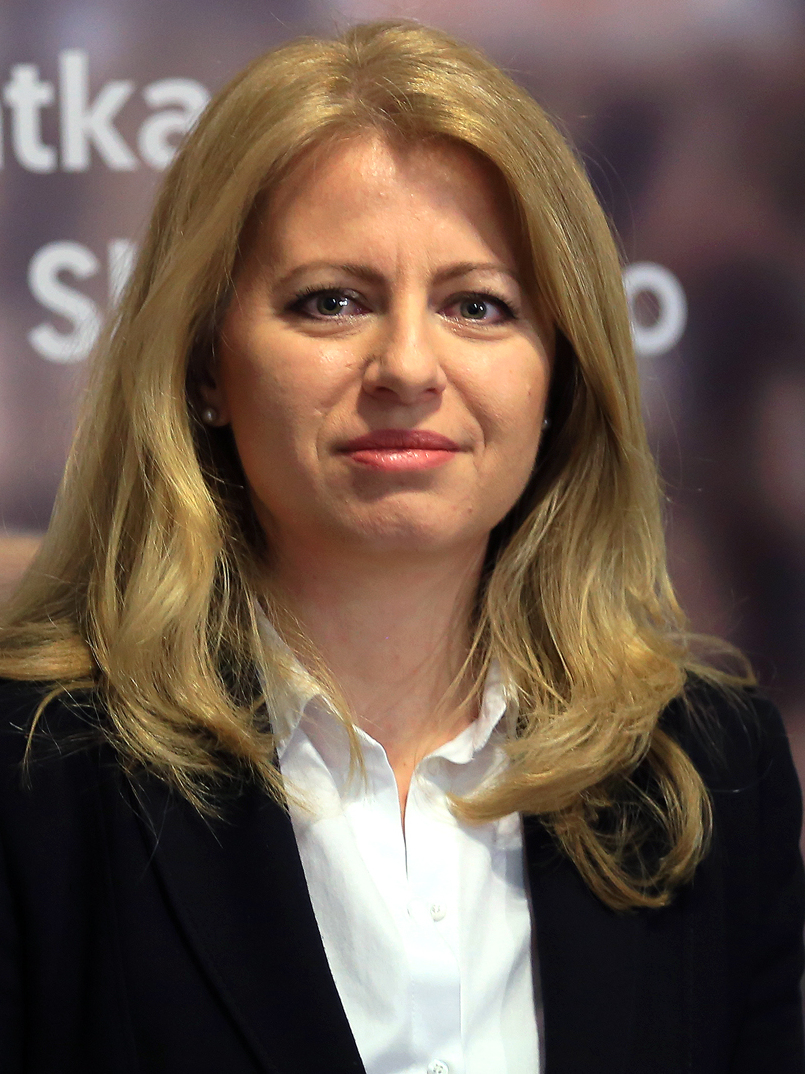
Zuzana Čaputová

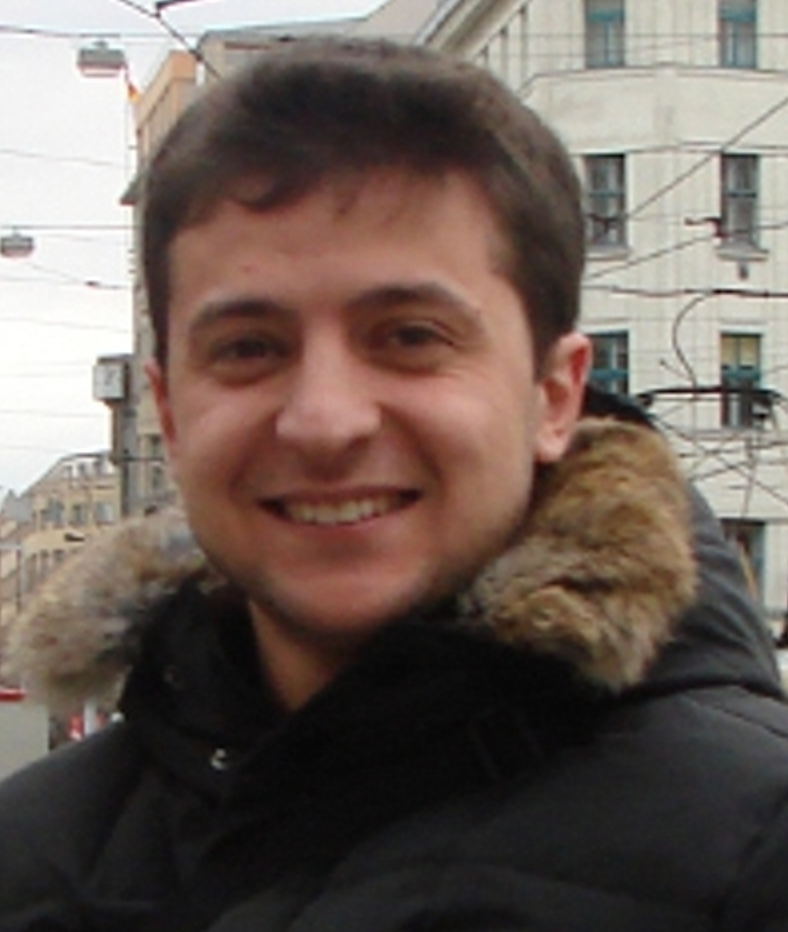
Volodymyr Zelenskyj

Toto je archivovaný článek z portálu Aktuality.
1. března – pátek
 Spojené státy americké vypsaly odměnu ve výši milionu dolarů za informace, které by vedly k dopadení Hamzy bin Ládina, nejmladšího syna zabitého teroristy Usámy bin Ládina z obav, že by mohl opět sjednotit islámské radikály po rozprášení organizace Islámský stát.
2. března – sobota
 Z Kennedyho vesmírného střediska úspěšně odstartovala vesmírná loď Dragon 2 (na obrázku) společnosti SpaceX ke svému zkušebnímu letu k ISS.
3. března – neděle
 Čína zakázala 23 milionům nespolehlivých občanů cestování (nákup letenek a vlakových jízdenek) na základě sociálního kreditu zjišťovaného sledováním jejich účasti na demonstracích pouličními kamerami nebo vyjadřování nesouhlasných politických názorů na sociálních sítích.
 V estonských parlamentních volbách vyhrála opoziční liberální Estonská reformní strana bývalé europoslankyně Kaji Kallasové s 28,8 procenty hlasů. Druhá proruská Estonská strana středu premiéra Jüriho Ratase získala 23 procent a krajně pravicová a euroskeptická EKRE posílila na dvojnásobný výsledek oproti minulým volbám a dostala se tak s téměř 18 procenty hlasů na třetí místo. V mandátech získala oproti minule skoro trojnásobek.
4. března – pondělí
 Ve věku 49 let zemřel Keith Flint (na obrázku), britský zpěvák, tanečník a člen elektronické hudební skupiny The Prodigy.
5. března – úterý
 Světově unikátní populaci muflonů zdecimovali vlci v Machově ve východních Čechách, kde byla roztrhána polovina sedmdesátihlavého stáda těchto býložravců.
6. března – středa
 Rakouská vláda oznámila, že nebude přijímat zpět občany ani poskytovat konzulární služby a ochranu těm, kteří bojovali v řadách teroristické organizace Islámský stát.
7. března – čtvrtek
 Zemřel Mike Grose, britský baskytarista a bývalý člen skupiny Queen.
 Americký prezident Donald Trump přijal v Bílém domě českého premiéra Andreje Babiše.
8. března – pátek
 Vesmírná loď Crew Dragon společnosti SpaceX přistála v Atlantském oceánu a úspěšně tak ukončila svůj zkušební nepilotovaný let k ISS.
9. března – sobota
 Ve věku 88 let zemřela Aťka Janoušková (na obrázku), herečka, zpěvačka a představitelka hlasu Včelky Máji.
10. března – neděle
 Poblíž města Addis Abeba v Etiopii se zřítilo letadlo Boeing 737 etiopských aerolinií se 157 lidmi na palubě.
11. března – pondělí
 Alžírský prezident Abdelazíz Buteflika stáhl svojí kandidaturu pro páté volební období a zároveň odložil volby plánované na duben. Premiér Ahmad Ujahjá současně oznámil svou rezignaci.
12. března – úterý
 Brexit: Nová IRA se přihlásila k rozeslání výbušných balíčků v Londýně a Glasgow.
 Ve věku 83 let zemřel country zpěvák, textař a skladatel Mirek Hoffmann, člen skupiny Greenhorns.
 Ve věku 64 let zemřela romská zpěvačka Věra Bílá.
 Orkán Eberhard působil ve dnech 8.–11. 3. především ve střední Evropě, kde narušil všechny druhy dopravy, vysoké škody jsou hlášeny z lesních porostů, bylo poškozeno značné množství budov a byla přerušena dodávka elektrické energie pro statisíce odběratelů.
13. března – středa
 Společnost Boeing doporučila po leteckém neštěstí v Etiopii dočasně odstavit z provozu na celém světě všechny letouny Boeing 737 MAX.
 Česko je první zemí na světě, kde se podařilo kompletně vymýtit africký mor prasat, potvrdila Evropská komise.
 Australský kardinál George Pell (na obrázku) byl za sexuální zneužívání nezletilých odsouzen k šesti letům vězení.
 Nejméně sto lidí bylo uvězněno pod troskami budovy obsahující školu v nigerijském městě Lagos.
 Nejméně 10 lidí bylo zabito při střelbě na škole na předměstí města São Paulo.
14. března – čtvrtek
 Ve věku 86 let zemřel herec Stanislav Zindulka (na obrázku).
15. března – pátek
 Nejméně 49 lidí bylo zabito při útocích na dvě mešity během pátečních modliteb v novozélandském městě Christchurch.
 Cyklón Idai dopadl na pevninu v okolí města Beira v Mosambiku a vyžádal si nejméně 127 obětí.
16. března – sobota
 V prvním kole prezidentských voleb uspěli Zuzana Čaputová s 40,6 % hlasů a Maroš Šefčovič s 18,7 % hlasů. Druhé kolo se uskuteční 30. března 2019.
17. března – neděle
 Nejméně dvě stě obětí si vyžádal Cyklón Idai (na obrázku), který zasáhl africké státy Mosambik, Malawi a Zimbabwe.
18. března – pondělí
 Tři lidé byli zabiti a několik dalších zraněno při střelbě v tramvaji v nizozemském městě Utrecht.
 Editoři české Wikipedie oznámili, že encyklopedie 21. března nepoběží na protest proti reformě autorského práva v EU.
19. března – úterý
 Kazachstánský prezident Nursultan Nazarbajev (na obrázku) oznámil po třech desetiletích ve funkci svoji rezignaci.
20. března – středa
 Ve věku 96 let zemřel československý generál Milan Píka.
21. března – čtvrtek
 Česká, slovenská, německá a dánská verze internetové encyklopedie Wikipedie byly na protest vypnuty kvůli blížícímu se projednávání návrhu Směrnice o autorském právu na jednotném digitálním trhu.
22. března – pátek
 Zvláštní vyšetřovatel FBI Robert Mueller dokončil vyšetřování ruského ovlivňování prezidentských voleb v roce 2016.
23. března – sobota
 Český lev: Nejlepším filmem roku 2018 bylo vyhlášeno road movie Všechno bude režiséra Olma Omerzu.
 Vojenská koalice vedená Spojenými státy vyhlásila vítězství nad Islámským státem poté, co Syrské demokratické síly dokončily dočišťovací operaci u syrského města Baghúz.
 Statisíce lidí demonstrovaly v Londýně za nové referendum o brexitu.
 Ve věku 92 let zemřel Rafi Ejtan agent Mosadu, který provedl únos Adolfa Eichmanna hlavního organizátora holokaustu z Argentiny do Izraele.
25. března – pondělí
 Americký prezident Donald Trump podepsal deklaraci uznávající izraelskou svrchovanost nad Golanskými výšinami.
 Raketa vypálená z Pásma Gazy dopadla do mošavu Mišmeret severně od Tel Avivu. Izraelské obranné síly odpověděly sérií leteckých úderů proti pozicím Hamásu v Pásmu Gazy.
 Desítky lidí zemřely kvůli přívalovým povodním v různých částech Íránu.
26. března – úterý
 Evropský parlament v konečném hlasování schválil kontroverzní Směrnici o autorském právu na jednotném digitálním trhu bez pozměňovacích návrhů. 
 Evropský parlament v konečném hlasování schválil zrušení střídání letního a klasického (zimního) času. Střídání času přestane platit od roku 2021.
 Ve věku 52 let byl nalezen mrtvý český zpěvák a herec Daniel Nekonečný.
28. března – čtvrtek
 SOHR: Sedm lidí bylo zabito při náletu Izraelského vojenského letectva na sklad zbraní poblíž Mezinárodního letiště v Aleppu.
29. března – pátek
 Ve věku 97 let zemřel americký fotograf Ed Westcott, který dokumentoval projekt Manhattan.
 Dolní sněmovna Spojeného království potřetí odmítla premiérkou prosazovanou dohodu o budoucích vztazích s Evropskou unií. Předseda Evropské rady Donald Tusk oznámil mimořádný summit na 10. dubna, dva dny před současným datem brexitu.
30. března – sobota
 Skončilo 2. kolo prezidentských voleb. Zuzana Čaputová (na obrázku) byla zvolena první slovenskou prezidentkou. Do funkce má nastoupit 15. června 2019.
31. března – neděle
 V prvním kole ukrajinských prezidentských voleb podle výsledků exit pollů zvítězil komik Volodymyr Zelenskyj (na obrázku) a do druhého kola postupuje i dosavadní prezident Petro Porošenko.